# HD 69123
HD 69123，又名CD-35 4365，SAO 198979、HR 3242，是一颗恒星，视星等为5.78，位于銀經253.32，銀緯-0.49，其B1900.0坐标为赤經8h 10m 25.7s，赤緯-35° -0.49′ 12″。